# Kurt Russell
Kurt Vogel Russell (Springfield, 17 maart 1951) is een Amerikaans acteur. Hij werd in 1979 genomineerd voor een Emmy Award voor zijn titelrol in de televisiefilm Elvis. Vijf jaar later werd hij genomineerd voor een Golden Globe voor zijn hoofdrol in Silkwood.
Russell was een kindster. Op zijn tiende stond hij onder contract bij Walt Disney en speelde hij in It Happened at the World's Fair (1961). Na zijn ervaringen als kindster ging hij de eerste helft van de jaren 70 honkballen. In 1979 speelde hij Elvis Presley in de televisiefilm Elvis van regisseur John Carpenter. Hierna volgden rollen in Used Cars (1980), Escape from New York (1981), The Thing (1982) en Silkwood (1983).
In 1983 ontmoette hij Goldie Hawn, tijdens opnamen van de film Swing Shift (1984). De film flopte maar sindsdien vormen de twee wel een stel. Hun volgende gezamenlijke film Overboard uit 1987 was wel een succes.
In de jaren 80 volgden The Best of Times (1986), Big Trouble in Little China (1986) en Winter People (1989). Zijn carrière leek af te glijden totdat hij de hoofdrol kreeg in Tango & Cash (1989), omdat Patrick Swayze de rol niet wilde. Russells rol in Backdraft (1991) vormde zijn comeback, terwijl Dennis Quaid de eerste keus voor die rol was.
Russell en Hawn wonen op een ranch in de buurt van Aspen. Russell heeft één zoon uit zijn huwelijk met Season Hubley, Boston Russell, en één zoon met Hawn, Wyatt Russell. Ook heeft hij een stiefdochter en een stiefzoon Kate Hudson en Oliver Hudson, de dochter en zoon van Goldie Hawn en Bill Hudson.
In 2017 kregen Russell en Hawn in een gezamenlijke ceremonie beiden een ster op de Hollywood Walk of Fame.